# Melani Cammett
Melani Claire Cammett (nacida en 1969) es una politóloga estadounidense. Se desempeña como profesora Clarence Dillon de Asuntos Internacionales en el Departamento de Gobierno de la Universidad de Harvard y directora del Centro Weatherhead para Asuntos Internacionales de la universidad. Tiene un cargo secundario en el Departamento de Salud Global y Población de la Escuela de Salud Pública TH Chan de Harvard. La investigación de Cammett se centra en la violencia etnoreligiosa y las políticas de desarrollo, particularmente en el Medio Oriente.

## Biografía

### Primeros años
Recibió una Licenciatura en Artes de la Universidad Brown en 1991. Completó una Maestría en Relaciones Internacionales en la Escuela de Derecho y Diplomacia Fletcher de la Universidad Tufts en 1994. Completó su trabajo de doctorado en ciencias políticas en la Universidad de California en Berkeley, donde obtuvo una maestría en 1996 y un doctorado en 2002.

### Carrera
Entre 2002 y 2017, enseñó economía política y ciencias políticas en la Universidad Brown. De 2012 a 2017, estuvo afiliada al Instituto Watson de Asuntos Públicos e Internacionales como miembro de la facultad. Se desempeñó como Directora del Programa de Estudios de Oriente Medio del Instituto Watson entre 2009 y 2012. En 2014, su libro Compassionate Communalism: Welfare and Sectarianism in Lebanon se incluyó en la lista de Marc Lynch de los mejores libros de ciencia política de Oriente Medio de 2014 publicados en The Washington Post.
En 2017, fue nombrado Profesora Clarence Dillon de Asuntos Internacionales en la Universidad de Harvard. Dirige el Centro Weatherhead para Asuntos Internacionales de la universidad desde julio de 2021, cuando sucedió a Michèle Lamont. A partir de 2021, es miembro de los consejos asesores del Centro de Estudios Estratégicos e Internacionales, Century International y el Instituto de Estudios Internacionales y Regionales de Princeton.

### Vida personal
En reconocimiento a las contribuciones de su padre John McKay Cammett al desarrollo de John Jay College, con el resto de su familia estableció el Premio Académico de Justicia Económica y Cambio Social John Cammett en su honor.

## Publicaciones
- Globalization and Business Politics in Arab North Africa. Cambridge University Press. 2007. ISBN 9780521869508.
- The Political Economy of the Arab Uprisings. Westview Press. 2013. ISBN 9780813349442; with Ishac Diwan
- Compassionate Communalism: Welfare and Sectarianism in Lebanon. Cornell University Press. 2014. ISBN 9780801478932.
- The Politics of Non-State Social Welfare. Cornell University Press. 2014. ISBN 9780801479281.; edited with Lauren M. MacLean
- A Political Economy of the Middle East (4 edición). Westview Press. 2015. ISBN 9780813349381; with Ishac Diwan, Alan Richards, and John Waterbury